# アザミ

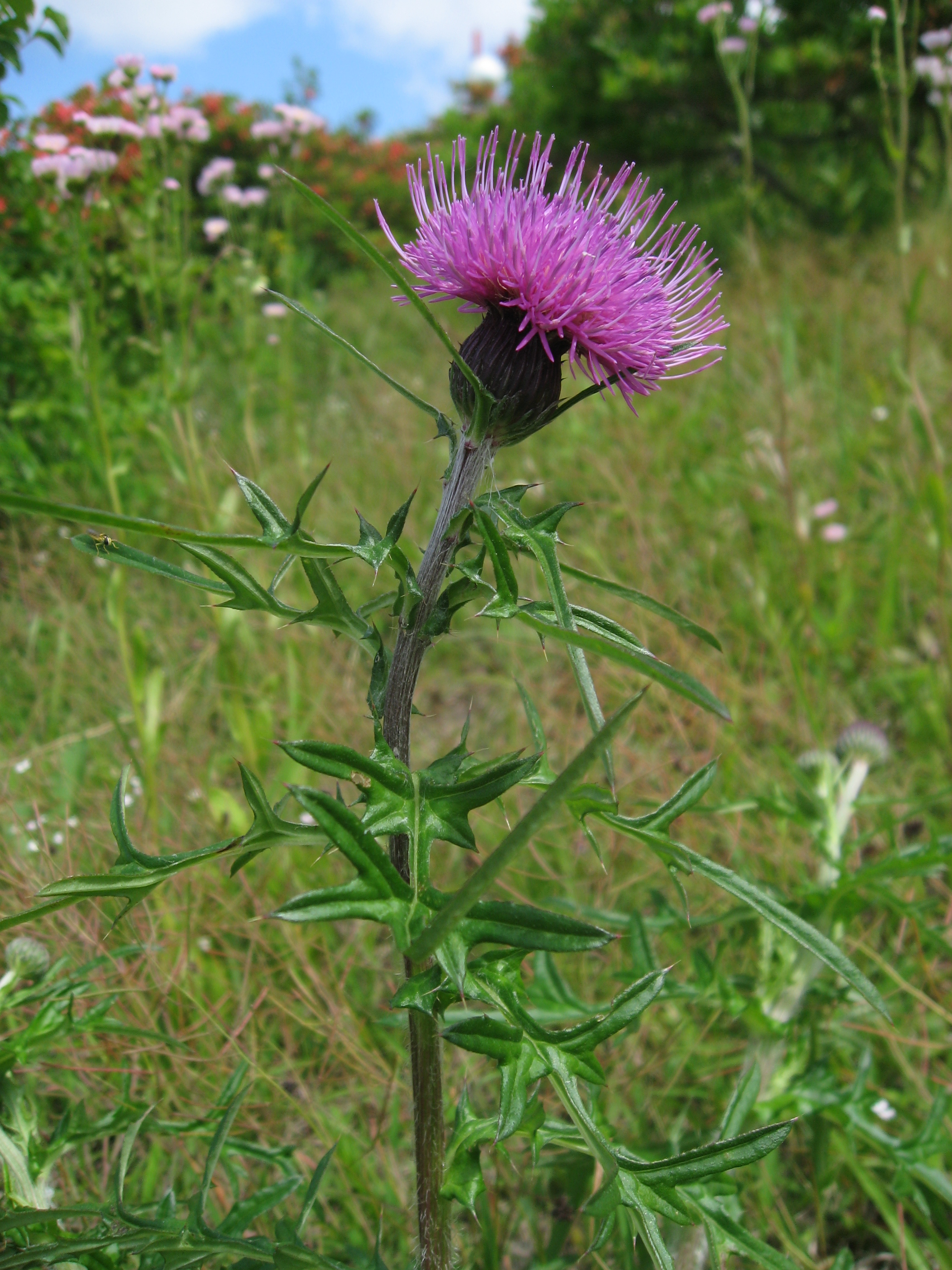
ノアザミ

アザミ（薊）は、キク科アザミ属 (Cirsium) 及びそれに類する植物の総称である。標準和名を単にアザミとする種はない。別名トゲクサ（刺草）、アザミナ。名前の由来は、「浅む」〈傷つける、驚きあきれる意〉がもとで、花を折ろうとするととげに刺されて驚くからという説がある。スコットランドの国花。アザミの根は、山牛蒡(やまごぼう)として漬け物に用いられている。

## 特徴
亜熱帯の海岸から亜高山帯まで、また湿地帯や崩壊地、砂れき地、森林など、さまざまな場所のいろいろな環境に広く分布する。日当たりのよい空き地、道端、野原、草原などにふつうに生える。
多年草、まれに一年草や二年草もある。若いときには根出葉があり、次第に背が高くなり茎葉を持つが、最後まで根出葉の残る種もある。葉は互生し、羽状に複雑な深い切れ込みがあるものが多い。また、多くは葉縁や総苞に鋭いトゲがあり、さわるととても痛いものが多い。触れれば痛い草の代表である。
花期は春咲きのものと秋咲きのものがある。春咲きはノアザミが代表的で、その他は初夏から秋にかけて紅紫色の球状の花を咲かせる種が多い。花は球状から筒状で、茎先に多数の管状花（筒状花）が集まった頭状花序（頭花）がつき、多くのキクのように周囲に花びら状の舌状花が並ばない。花からは雄蘂や雌蘂が棒状に突き出し、これも針山のような景色となる。花色は赤紫色や紫色がほとんどで、まれに白色もある。総苞と総苞片には種による相違がある。種子には長い冠毛がある。
- 蕾の状態。
- 細長い管状花の集合体であることが分かる
- 痩果の先端に綿毛（冠毛）がついており、風で遠くまで飛ぶ

## 種
世界におよそ300種があり、北半球に広く分布する。地方変異が非常に多く、日本にはそのうち100種があり、現在も新種が見つかることがある。種類を見分けるのは容易ではなく、さらに種間の雑種もあるので分類が難しい場合もある。
以下の種は比較的分布が広いものである。日本には、もっともふつうに見られるノアザミ、本州中部以北に生えるナンブアザミ、関東から近畿地方にかけて分布するタイアザミなど多くの種がある。
- ノアザミ C. japonicum DC.：春のアザミは大体これと考えてよい。本州（主に青森県日本海側以南[5]）〜九州。この種の園芸品種をドイツアザミというが、実際はドイツとは無関係である。
- タイアザミ C. nipponicum var. incomptum：大薊。大きなアザミのことで、別名、トネアザミ（利根薊）という[6]。ナンブアザミの変種で関東地方に多い。
- フジアザミ C. purpratum (Maxim) Matsum.：花の直径が8cmにも達する（花の画像：フラボン）。関東〜中部地方の山地。
- ノハラアザミ C. tanakae ：秋に花を咲かせる。本州中部地方以北の山地。
- ハマアザミ C. martitimum Makino：海岸性のアザミで、葉が厚くてつやがある。本州中部以南、九州までの太平洋岸。
- モリアザミ C. dipsacolepis (Maxim) Matsum.：本州（岩手・秋田県以南）〜九州の草原。時に食用に栽培される。
- ナンブアザミ C. nipponicum  (Maxim) Makino：本州中北部では普通。変種を含めると、四国まで一帯に分布。
- オニアザミ C. borealinipponense Kitam.：中部地方、東北地方の日本海側。
- キセルアザミ C. sieboldii ：湿原。
- サワアザミ C. yezoense ：北海道南部から本州近畿地方以北の日本海側沢沿。
- タチアザミ  C.inundatum Makino： 北海道から本州の日本海側の湿地。
- ツクシアザミ C. suffltum (Maxim.) Matsum.：九州では一番普通なアザミ。四国、九州に分布。
- タカアザミ C. pendulum Fisch. ex DC.：北海道、本州の北部に分布。東アジアにも分布する。

ごく分布の限られたものも多い。
- チョウカイアザミ C. chokaiensis Kitam.：東北鳥海山の高山の草原。
- オゼヌマアザミ  C. homolepis  Nakai：尾瀬およびその周辺の湿地のごく一部区域。
- アイズヒメアザミ  C. aidzuense  Nakai ex Kitam.：本州日本海側のごく一部区域。
- ジョウシュウオニアザミ  C. okamotoi  Kitam.：群馬県、新潟県の県境の山域のごく一部区域。

南方島嶼には以下の種がある。
- シマアザミ C. breviaule A. Gray：南西諸島のトカラ列島悪石島以南に分布。
- オガサワラアザミ C. boninense Koidz.：小笠原諸島に分布。

## 繁殖方法
根が冬越しする他に、綿毛（冠毛）の着いた果実が風で飛散して増える。受粉は昆虫による虫媒花である。

## 利用・文化

アザミはスコットランドで紋章のバッジとして用いられる。

### 象徴や紋章
キリスト教では、聖母マリアがキリストが架けられた十字架から抜いた釘を埋めた場所からアザミが生じたといわており、聖花とされている。北欧神話では、雷神トールの花とされており、落雷除けのお守りとされている。
スコットランドでは、13世紀にデンマークと戦争をした際、デンマーク軍の兵士がそのトゲに刺されて退却し勝利を得たことから、「国を救った花」として国花になっている。花言葉は「独立」「報復」「厳格」「触れないで」。ロレーヌ公国を象徴する花となっている。

### 食用
食用とする部位は、主には花蕾が出る前の若い茎葉で、花や根も利用できる。採取時期は春（4 - 6月ごろ）が適期で、トゲがあるため手袋とナイフが必要で、やわらかな茎葉を採取する。花は初夏から初秋（6 - 9月ごろ）、根は一年中採取できる。
ノアザミ、サワアザミ、ヤチアザミなどの新芽・若葉・若い茎は山菜として食べられる。例えばノアザミは若い茎葉を、サワアザミは春の太い芽立ちを根本近くから摘んで食べる。その他のアザミ類でも、スジが固かったり、香りが少なかったりはしても、芽先だけ摘んでくれば食べることは出来る。強い灰汁があるため茹でて、よく水にさらしたあとに、油でいためてから煮物にしたり、おひたし、和え物、酢の物、バター炒め、生で天ぷらなどにして食べられる。やわらかな茎の部分は葉を欠き落として皮を剥き、天ぷら、汁の実、煮付け、油炒めなどにする。トゲは、煮たり揚げたりすることでやわらかくなり、気にならなくなる。茹でて色の変わらないものは苦味が少なく香りもよいが、黒変するものは苦味が強いため、何度か水替えしながら長い時間水にさらす。
根はゴボウのように食べることができ、根を刻んでから水につけて灰汁を抜き、きんぴらや粕漬け、味噌漬物などにする。根が食べられるアザミ類は、モリアザミやフジアザミ、ハマアザミである。「山ごぼう」や「菊ごぼう」などといわれることもあり、味噌漬けなどの加工品として山間部の観光地・温泉地などで販売される「山ごぼう」は多くの場合、栽培されたモリアザミの根である。
花または根は焼酎に漬けて健康酒にもでき、強壮・健胃によいといわれる。
蜜源植物としてはちみつが生産される。また、この植物は鳥や蝶など多くの種を養っている。

### 民間医療
古代では、育毛剤。近代では、頭痛、ペスト、潰瘍の痛み、めまい、黄疸の治療薬と考えられた。

### 畜産や園芸
とげがあり、繁殖力もあり、一部の種は強くはないが毒があるため、あまり歓迎されない。
なお、繊維加工分野では、毛布などの起毛に植物の実を使う通称アザミ起毛（薊起毛）と呼ばれている手法があるが、厳密にはキク科のアザミの実ではなくマツムシソウ科のチーゼルの実が使われている（チーゼル加工）。

### 詩歌
「山には山の愁いあり」で始まる「あざみの歌」（横井弘作詞、八洲秀章作曲、1949年）が、日本ではよく知られている。

### 国花
アザミ（正確にはアメリカオニアザミ）は、スコットランドの国花である。

## 近縁な群
アザミ属の植物とよく似ていたり、名前に「アザミ」が付いたりするが、アザミ属の植物でない物もある（ヒレアザミ、キツネアザミ、ミヤコアザミ、マツカサアザミ、ルリタマアザミなど）。また、トウヒレン属やヒゴタイ属もよく似た花を咲かせる。ゴボウも花はよく似ている。「チョウセンアザミ」の和名を持つアーティチョークはアザミ属ではなく、チョウセンアザミ属である。

## 有毒植物との区別と注意
モリアザミの根は食用になり、「ヤマゴボウ」とよばれることがある。しかし、学術上の種名、ヤマゴボウとヨウシュヤマゴボウはいずれもキク科ではなく、モリアザミなどのアザミとは類縁関係の遠いヤマゴボウ科であり、薬用にはなるが、食用になるどころか有毒植物であり、混同して誤食しないよう注意を要する。